# Miss Universe Colombia 2024
Miss Universe Colombia 2024 fue la 5.ª edición del certamen Miss Universe Colombia. Se llevó a cabo el 2 de junio de 2024 en el  Centro de Eventos del Caribe Puerta de Oro, Barranquilla, Colombia. 30 candidatas, provenientes de diferentes departamentos y ciudades del país, compitieron por el título. Al final del evento, Camila Avella, Miss Universe Colombia 2023 de Casanare, coronó a Daniela Toloza, de Valle del Cauca, como su sucesora.La ganadora representó a Colombia en Miss Universo 2024 en México, donde no logró posicionarse entre las semifinalistas.
A partir de esta edición la Organización Miss Universo eliminó la restricción de edad límite de 28 años para participar en el certamen.

## Jurados
El panel de jurados estará conformado por: 
- Bárbara Palacios
- Michael Calderón
- Adriana Martín
- Christian Salazar
- Mariela Centeno

## Resultados

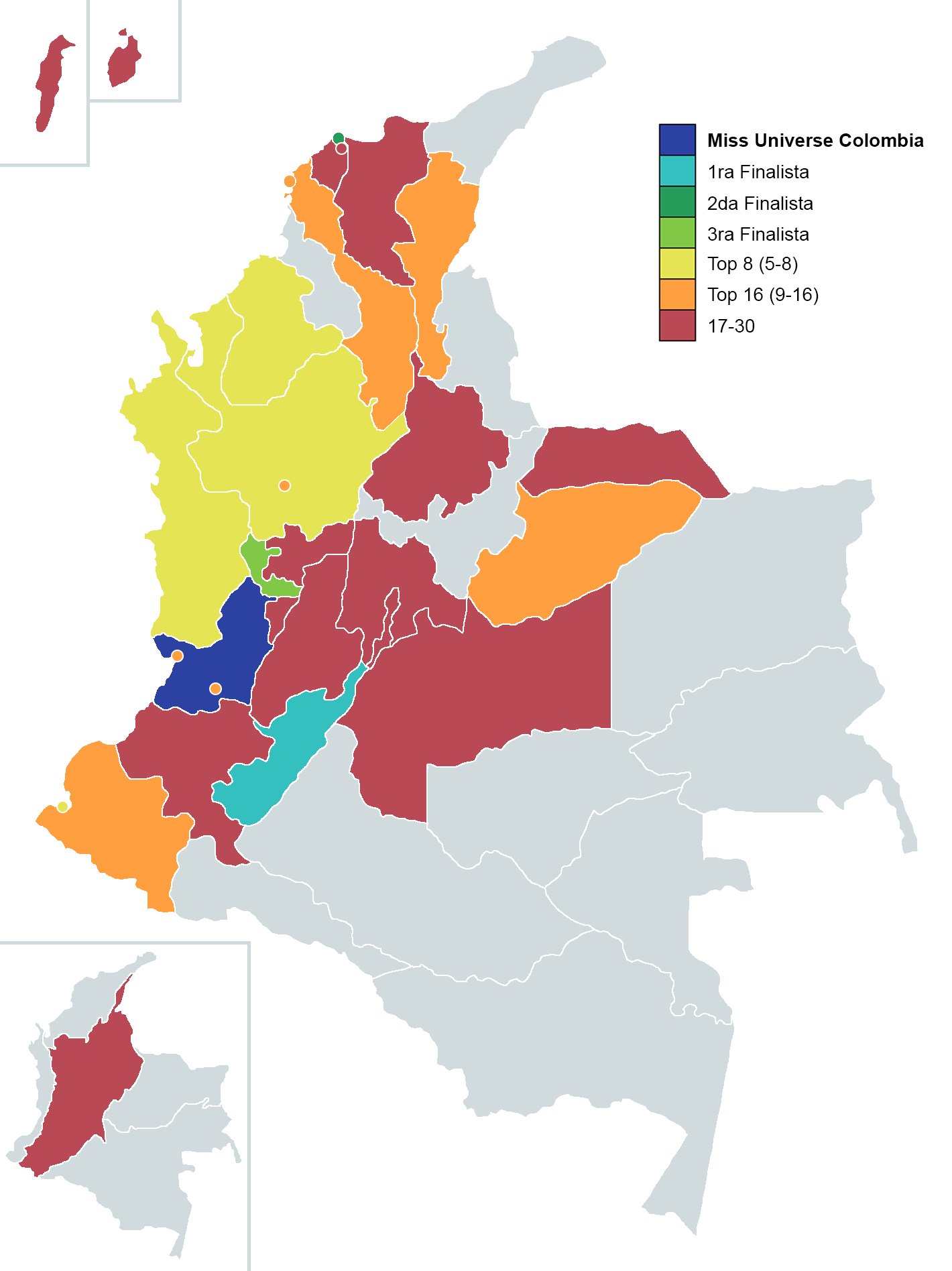
Resultados de Miss Universe Colombia 2024.

La ganadora y finalistas fueron anunciadas en el transcurso del evento en la noche del 2 de junio de 2024.
| Resultado final             | Candidata |
| --------------------------- | --- |
| Miss Universe Colombia 2024 | - Valle ― Daniela Toloza |
| 1.ª finalista               | - Huila ― María Alejandra Salazar Rojas |
| 2.ª finalista               | - Barranquilla ― Kimberly Hooker Naranjo |
| 3.ª finalista               | - Risaralda ― Leidy Yuliana Gómez Grisales |
| Top 8                       | - Antioquia ― Mariana Zuleta Muñoz - Chocó ― Leicy Marien Rivas Moreno - Córdoba ― María Clara Cañavera Ibáñez - Tumaco ― Yoselin Riascos García |
| Top 16                      | - Bolívar ― Kelly Reales Coneo § - Buenaventura ― Luisa María López Gómez § - Cali ― Manuela Castaño Cruz - Cartagena ― Kaina Andrea Mercado Fernández - Casanare ― Estefany Ariza Restrepo - Cesar ― Natalia Santiago Cohen - Medellín ― Valentina Pérez Burgos - Nariño ― Ángela Chamorro Rosero |

§ – Votada por el público vía internet para completar el cuadro de 16 semifinalistas.

## Candidatas
30 candidatas han sido confirmadas para competir por el título:
| Representación  | Candidata                        | Edad | Residencia          |
| --------------- | -------------------------------- | ---- | ------------------- |
| Antioquia       | Mariana Zuleta Muñoz             | 25   | Medellín            |
| Arauca          | Laura Valentina Garcés Bonna     | 25   | Arauca              |
| Atlántico       | Oriana Alexandra Chamorro Romero | 24   | Barranquilla        |
| Barranquilla    | Kimberly Hooker Naranjo          | 27   | Barranquilla        |
| Bogotá D.C      | Sofía Botero Rojas               | 24   | Cali                |
| Bolívar         | Kelly Reales Coneo               | 26   | Cartagena de Indias |
| Buenaventura    | Luisa María López Gómez          | 23   | Buenaventura        |
| Caldas          | Nahomi Valencia Arredondo        | 18   | Manizales           |
| Cali            | Manuela Castaño Cruz             | 28   | Cali                |
| Cartagena       | Kaina Andrea Mercado Fernández   | 29   | Cartagena de Indias |
| Casanare        | Estefany Ariza Restrepo          | 30   | Yopal               |
| Cauca           | Alison Arenas Villa              | 26   | Popayán             |
| Cesar           | Natalia Santiago Cohen           | 26   | Valledupar          |
| Chocó           | Leicy Marien Rivas Moreno        | 24   | Quibdó              |
| Córdoba         | María Clara Cañavera Ibáñez      | 23   | Montería            |
| Cundinamarca    | Sabrina Soltau                   | 26   | Bogotá              |
| Huila           | María Alejandra Salazar Rojas    | 26   | Neiva               |
| Magdalena       | Natalia Andrea Pinzón Jiménez    | 25   | Santa Marta         |
| Medellín        | Valentina Pérez Burgos           | 24   | Medellín            |
| Meta            | Gabriela Giraldo Céspedes        | 24   | Villavicencio       |
| Nariño          | Angela Chamorro Rosero           | 25   | Ipiales             |
| Quindío         | María José Villegas Ramírez      | 23   | Armenia             |
| Región Andina   | Nathalia Tasama                  | 24   | Cali                |
| Risaralda       | Leidy Yuliana Gómez Grisales     | 27   | Pereira             |
| San Andrés      | Janys Paternina Ficquare         | 27   | San Andrés          |
| Santander       | Alejandra Rodríguez Angarita     | 21   | Bucaramanga         |
| Soledad         | María Fernanda Pico Vecino       | 22   | Barranquilla        |
| Tolima          | Indira Stefany Hernández Lozada  | 29   | Ibague              |
| Tumaco D.E.     | Yoselin Riascos García           | 29   | Tumaco              |
| Valle del Cauca | Daniela Toloza Rocha             | 30   | Cali                |

### Destituciones
- Región Pacífico - Stephania "Cuca" Caicedo Zapata había sido electa oficialmente como Miss Región Pacífico 2024 pero posteriormente fue destituida de su título por la publicación en el pasado de material con contenido obsceno.

## Sobre los departamentos y distritos en Miss Universe Colombia 2024

### Departamentos y ciudades que debutan en la competencia
- Barranquilla,  Región Andina,  San Andrés y  Tumaco D.E. participarán por primera vez en el certamen.

### Departamentos y ciudades ausentes (en relación con la edición anterior)
- Amazonas,  Boyacá,  Guainía,  La Guajira,  Norte de Santander y  Putumayo no participarán en esta edición de Miss Universe Colombia.

### Departamentos que regresan a la competencia
- Arauca y  Magdalena que concursaron por última vez en 2020

- Bolívar,  Cartagena,  Chocó,  Córdoba,  Huila y  Meta que concursaron por última vez en 2021.